# Marsupella sparsifolia
Marsupella sparsifolia là một loài rêu tản trong họ Gymnomitriaceae. Loài này được (Lindb.) Dumort. miêu tả khoa học lần đầu tiên năm 1874.